# Lãnh thổ
Lãnh thổ là một phần bề mặt của Trái Đất có giới hạn gồm cả đất liền, nước và không gian. Thông thường nó được xem là thuộc sở hữu của một cá nhân, tổ chức, đoàn thể, quốc gia và có khi kể cả của loài vật. Về địa lý, chính trị và hành chính, lãnh thổ là một phần đất nằm dưới sự quản lý của cơ quan chính quyền của một quốc gia. Lãnh thổ cũng được dùng theo nghĩa "không gian hoạt động của một cộng đồng người". Đối với loài vật thì là vùng địa lý sinh sống và tự vệ của một con hay một đàn vật chống lại những con vật khác cùng loài hay khác loài.

## Về chính trị hành chính

### Lãnh thổ với ý nghĩa rộng hơn quốc gia
Là toàn bộ bao gồm hết các vùng đất và vùng nước (nước sông hồ trong vùng đất và vùng nước biển), vùng trời, khoảng không và lòng đất nằm trên, dưới vùng đất và vùng nước đó của một quốc gia, kể cả những vùng đã thực hiện chủ quyền hoặc trong vòng tranh chấp.

### Lãnh thổ trong khái niệm hẹp
Lãnh thổ phụ thuộc một quốc gia
Những vùng đất xa xôi với phần đất chính của một quốc gia, thường là các cựu thuộc địa trước đây. Mặc dù có tổ chức chính quyền địa phương nhưng hiến pháp quốc gia chưa được áp dụng (hoặc nếu có chỉ có một phần nhỏ) tại những phần đất này. Ví dụ như Quần đảo Virgin thuộc Mỹ (người dân có quốc tịch Mỹ nhưng không được trực tiếp bầu Tổng thống Mỹ).
Lãnh thổ bên trong quốc gia
- Vùng đất rộng nhưng có quá ít người ở để thành lập nên một đơn vị hành chính cấp bang (như tỉnh bang của Canada hay tiểu bang của Hoa Kỳ) và vì vậy được chính quyền trung ương trực tiếp quản lý và điều hành như các lãnh thổ sau đây: Lãnh thổ Yukon, Lãnh thổ Nunavut và Lãnh thổ Tây Bắc của Canada; Lãnh thổ miền Bắc của Úc...
- Những đặc khu kinh tế, chính trị quan trọng, khu vực hành chính của chính phủ trung ương, vùng quanh thủ đô quốc gia như Lãnh thổ Thủ đô Úc, Lãnh thổ Jervis Bay của Úc.
- Vùng đất có dân tộc thiểu số chiếm đa số hoặc có tỉ lệ đáng kể, thường được gọi là khu hay lãnh thổ tự trị như Nội Mông, Tân Cương, Tây Tạng, Quảng Tây và Ninh Hạ ở Trung quốc.